# Маввере
Мавве́ре (англ. Mavwere) — традиційна громада у складі дистрикту Мчинджі Центрального регіону Малаві.
Населення — 102390 осіб (2018).